# Ossian Berger
Ossian Berger (i riksdagen kallad Berger i Stockholm), född 13 februari 1849 i Nysunds socken, Örebro län, död 28 december 1914 i Stockholm, var en svensk jurist och politiker, justitieminister 1902–1905.
Berger blev filosofie doktor 1877 och juris doktor 1884 vid Uppsala universitet. Han var därefter verksam inom hovrätten över Skåne och Blekinge och sedan häradshövding i Norra Åsbo härad 1892–1898. 1898–1902 var han justitieombudsman, varpå han blev justitieminister 1902–1905 i Erik Gustaf Boströms andra ministär. Därefter återgick han till sin tjänst i Norra Åsbo för ett år, innan han blev vald till suppleant för justitieombudsmannen 1906–1907 och 1908–1913, samt igen vald till justitieombudsman 1913 till sin död 1914. Åren 1907–1912 var han därtill riksdagsledamot i första kammaren, år 1907–1911 för Kalmar läns södra valkrets och 1912 för Örebro läns valkrets. Han var partilös 1907, tillhörde Första kammarens moderata parti 1908–1911 och betecknade sig slutligen 1912 som liberal vilde.
Som justitieombudsman lade Berger fram förslag till förbättringar av lagar, läroböcker för juridikstudier, rättsväsendet och medborgerliga rättigheter som församlingsfriheten. Under tiden som justitieminister var han frisinnad men försvarsvänlig. Han drev igenom att Sverige anslöt sig till Bernkonventionen, och hade den omdebatterade rösträttsfrågan på sitt bord men kunde inte driva igenom allmän och lika rösträtt för män till val till andra kammaren då de liberala opponerade sig emot proportionalismen.
Ossian Berger var son till Anders Berger och Marie Charlotte Löwenhielm samt bror till Alexander Berger och Vilhelm Berger. Han avled på Sophiahemmet i Stockholm. Ossian Berger är begraven på Gråmanstorps kyrkogård.